# Pachydactylus formosus
Pachydactylus formosus är en ödleart som beskrevs av  Smith 1849. Pachydactylus formosus ingår i släktet Pachydactylus och familjen geckoödlor. Inga underarter finns listade i Catalogue of Life.